# Elizabeth Gould
Elizabeth Gould, nascuda Coxen (Ramsgate, Anglaterra, 18 de juliol de 1804 - 15 d'agost de 1841), va ser una artista i il·lustradora científica anglesa especialitzada en l'ornitologia i natura. Va produir moltes il·lustracions i litografies per obres d'ornitologia durant la seva carrera, entre elles, gravats per The Zoology of the Voyage of H.M.S. Beagle, de Darwin, i The Birds of Australia, l'obra mestre del naturalista John Gould.

## Vida i trajectòria

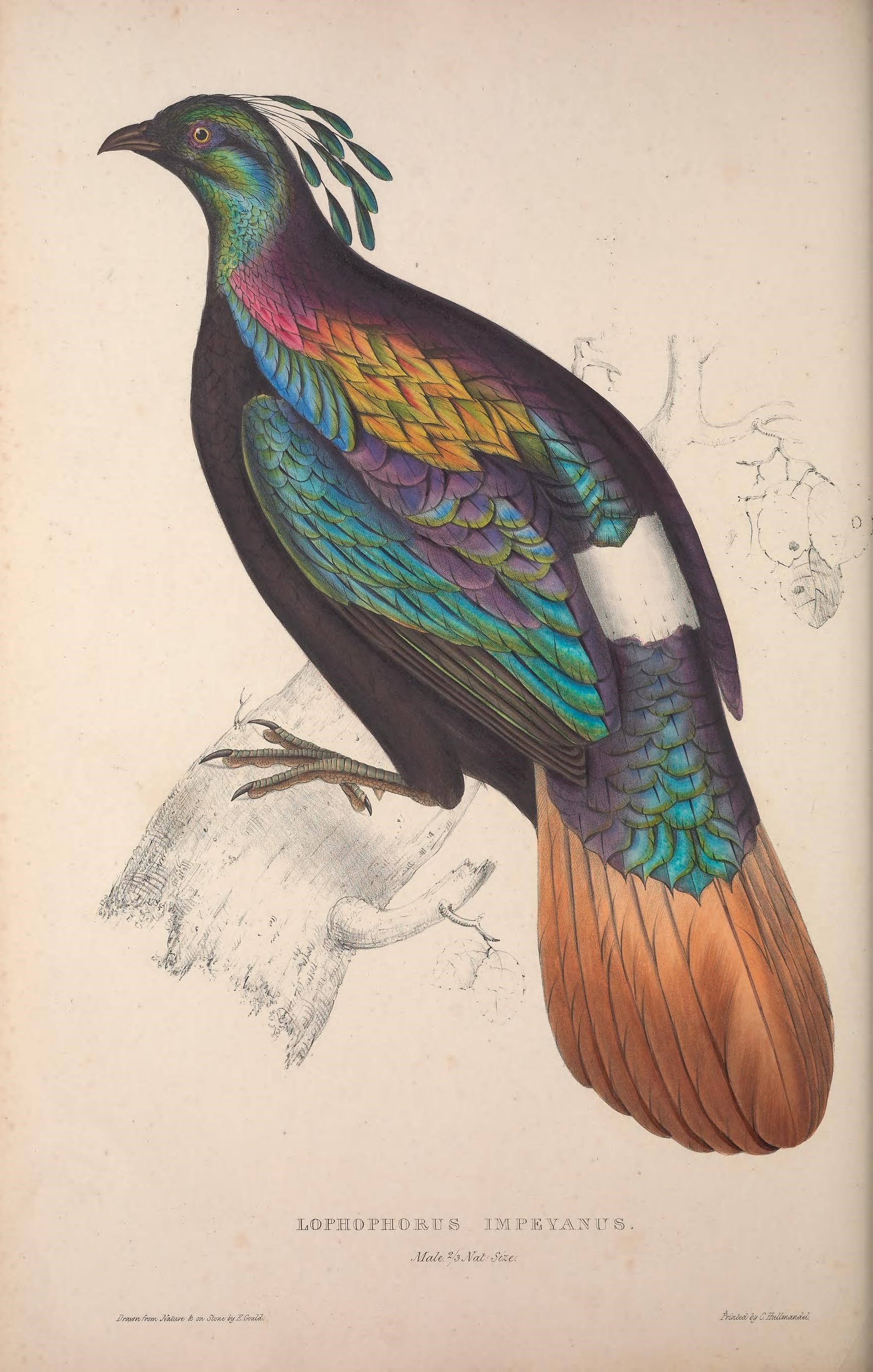
Un exemple de la precisió en la coloració, brillantor i tonalitats de les litografies de la Gould. La planxa correspon al monal de l'Himàlaia (Lophophorus impejanus), del llibre A Century of Birds from the Himalaya Mountains (1830-1832).

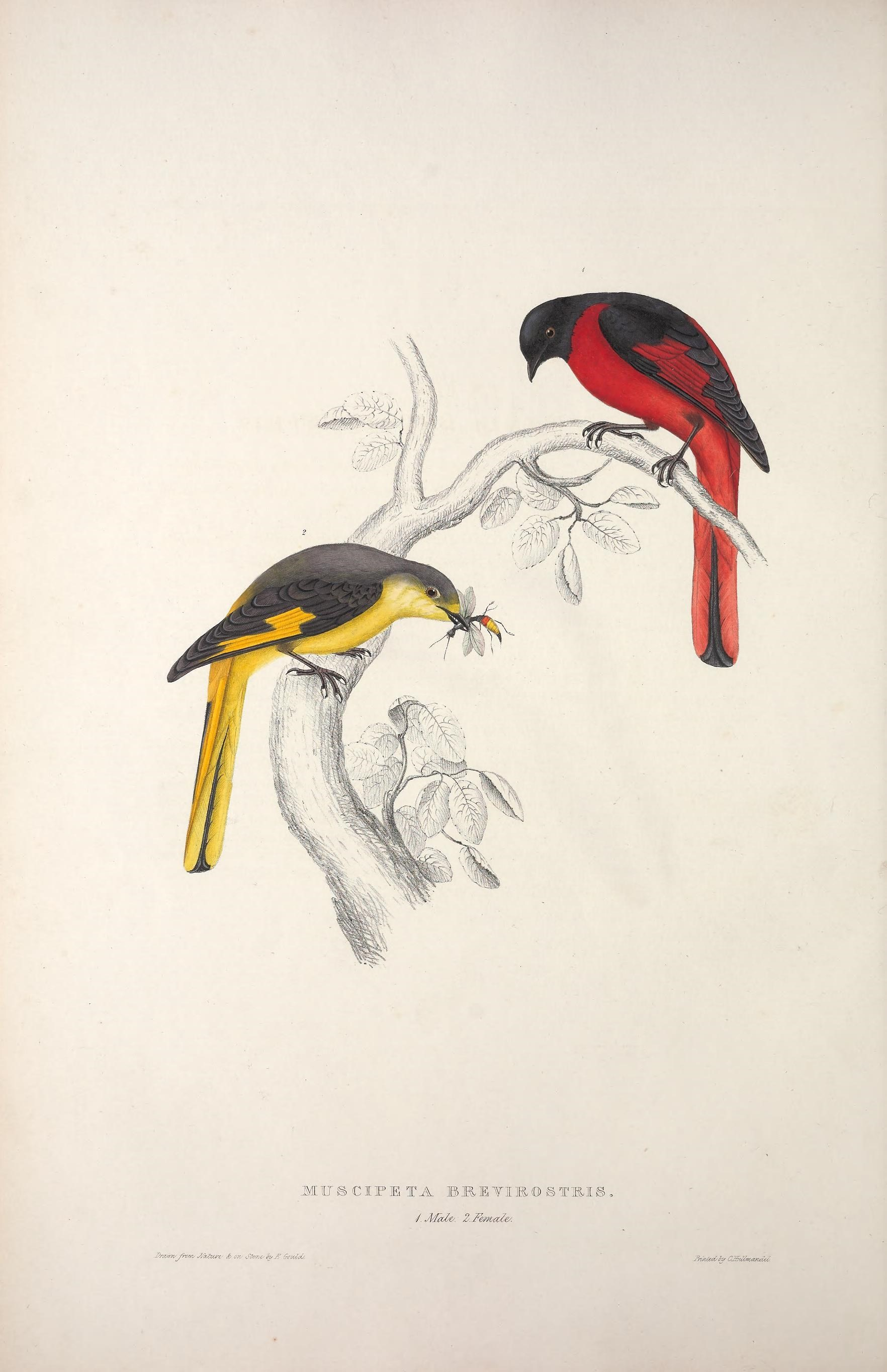
El minivet beccurt (Pericrocotus brevirostris) litografiat pel llibre A Century of Birds from the Himalaya Mountains (1830-1832). Es pot veure l'atribució a l'Elizabeth Gould abaix a l'esquerre.

Elizabeth Coxen era filla d Nicholas Coxen i Elizabeth Tomkins, una parella de la classe mitjana amb relacions amb la marina i l'exèrcit. Elizabeth va tenir 3 germans que van sobreviure fins a l'edat adulta, un dels quals va morir als 28 anys.
El gener de 1829 es va casar amb John Gould, taxidermista i curador de la Societat Zoològica del Zoo de Regent's Park a Londres, que la va encoratjar a aprendre litografia amb el seu col·laborador Edward Lear. Acabada la seva formació, va dedicar-se a fer dibuixos i reproduir-los per il·lustrar obres sobre la natura, i en particular les obres del seu marit.
Durant els 11 anys de la seva carrera, va dibuixar, pintar i litografiar més de 650 planxes que apareixen a les següents obres:
- A Century of Birds from the Himalaya Mountains (1830-1832) - 80 litografies;[3]
- The Birds of Europe (1832–36) - 380 litografies;[3]
- A Monograph of the Ramphastidae, or Family of Toucans (1834) - 24 litografies;[3]
- A Monograph of the Trogonidae, or Family of Trogons (1835–38) - la majoria de les 36 litografies;[3]
- A Synopsis of the Birds of Australia (1837–38) - 120 planxes;[3]
- Icones Avium (1837–38) - 20 litografies;[3]
- Voyage of HMS Beagle (1838) - 50 litografies;[3]
- The Birds of Australia and the Adjacent Island (1838) - les mateixes que més amunt plus 18 litografies «cancel·lades»;[3]
- Birds of Australia (1840-1848) - 84 litografies, i un nombre indeterminat de dissenys i dibuixos artístics originals no reconeguts per al mateix volum.[3]

Les seves primeres il·lustracions han estat descrites com rigoroses i atapeïdes i les últimes, millorades per l'experiència, ben compostes i exactes.
Els Gould van viatjar a Austràlia l'any 1838. Només van endur-se el seu fill gran, John Henry, de set anys, i van deixar els tres fills més petits -Charles, Eliza i Louisa- a cura de la mare d'Elizabeth. Ella va passar el seu temps d'estada a Hobart com l'hoste de la Jane Franklin. Allí va néixer, el 1838, el seu setè fill, anomenat Franklin Tasman en honor del sotsgovernador, Sir John Franklin. Mentre en John viatjava per col·leccionar més espècimens ella dibuixava i pintava la col·lecció. Elizabeth va realitzar centenars de dibuixos de les espècies per a les publicacions de Birds of Australia i A Monograph of the Macropoidae, o Family of Kangoroos, tant com il·lustracions pel volum d'ornitologia de Charles Darwin Zoology of the voyage of HMS Beagle.
Els dibuixos que va produir a Austràlia van ser passats a litografies per H.C. Richter, que les va publicar sota el seu nom. Conseqüentment, la seva reputació i importància van ser totalment eclipsades per la fama del seu marit.

## Final de la vida
L'Elizabeth va morir el 15 d'agost del 1841, de complicacions del naixement del seu vuitè infant, la Sarah, quan va contractar una febre puerperal. Va traspassar a la jove edat de 37 anys, i només un any després de retornar a Anglaterra des d'Austràlia i poder reunir-se amb els seus primers tres fills (supervivents) i la mare. És conegut que John Gould es sentí devastat per la seva mort, i no va casar-se de nou, tot i que contractà altres artistes que l'assistirien en les seves subsegüents publicacions, amb l'única diferència que a aquests artistes els havia de pagar, perquè no feien la feina de franc com ho havia fet la seva dona.

## Atribució
Tot i que la subsegüent carrera del John Gould durant quatre dècades després de la seva mort i l'èxit obtingut van eclipsar la seva figura, sovint atribuint-se la feina de l'Elizabeth Gould al seu marit, ha anat sortint a la llum o ressorgint, a través de documents i noves informacions, que ella va ser l'artífex de les il·lustracions de la carrera primerenca del seu marit, sense les quals les empreses ornitològiques d'aquest darrer no haguessin reeixit ni assolit aquell alt grau d'èxit que el van permetre continuar amb la seva carrera i ser altament considerant també després de la mort de la seva dona, a qui va sobreviure 40 anys.
A la primera obra que la Gould va il·lustrar pel seu marit, el Century..., sí que les planxes indicaven el seu nom com a autora, amb la frase «Drawn from nature on stone by E. Gould» («dibuixat de la natura sobre pedra per E. Gould»).

## Llegat
L'espècia tropical diamant de Gould (Chloebia gouldiae) i l'espècie montà i alpí del suimanga de Gould (Aethopyga gouldiae) reben el nom en honor de l'Elizabeth Gould.
Finalment l'any 1944 va ser publicada una biografia completa titulada The Story of Elizabeth Gould (referència bibliogràfica: Chisholm, Alec H., The Story of Elizabeth Gould. Melbourne: Hawthorn Press, 1944).

## Galeria d'imatges
Algunes de les seves il·lustracions:

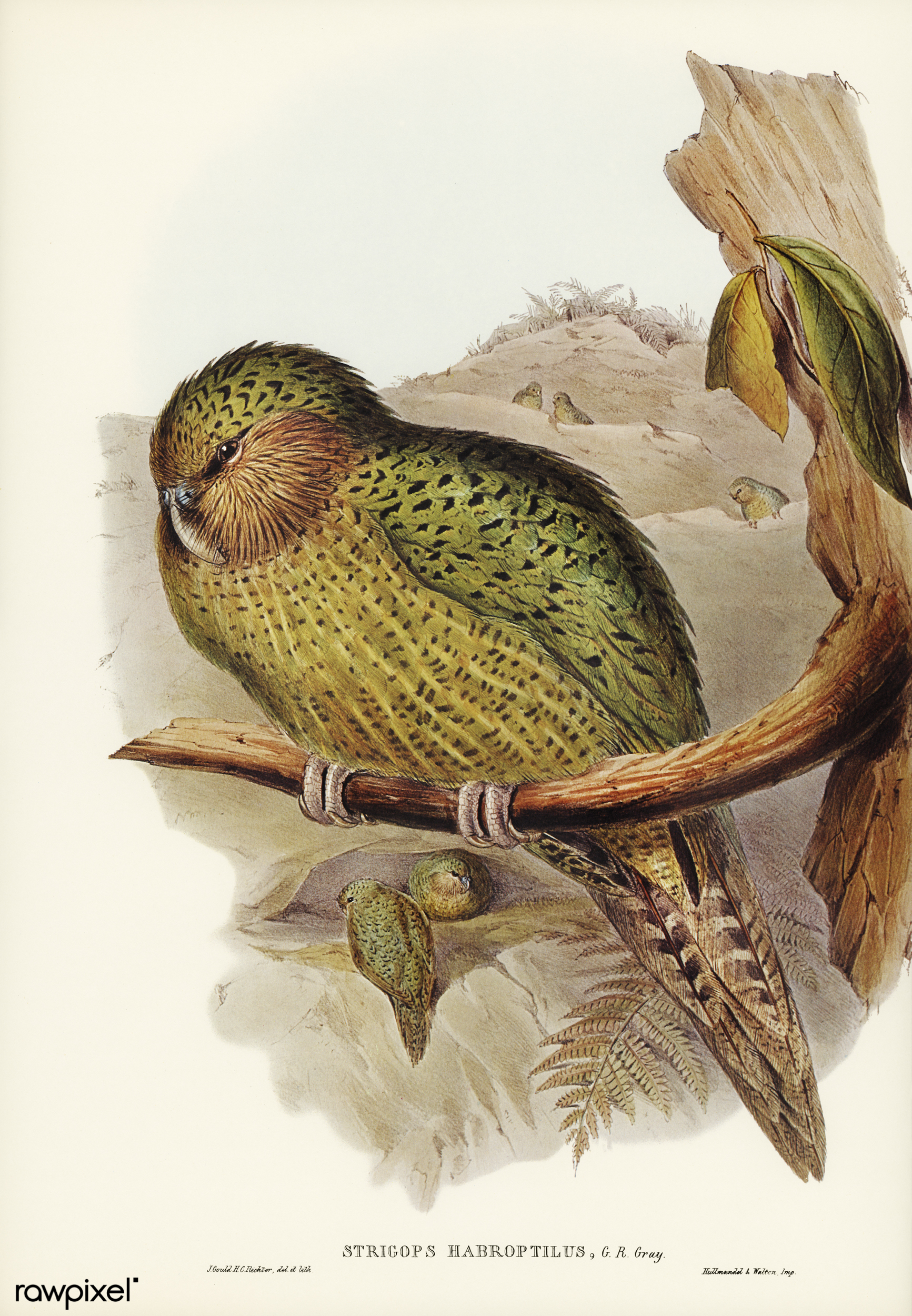
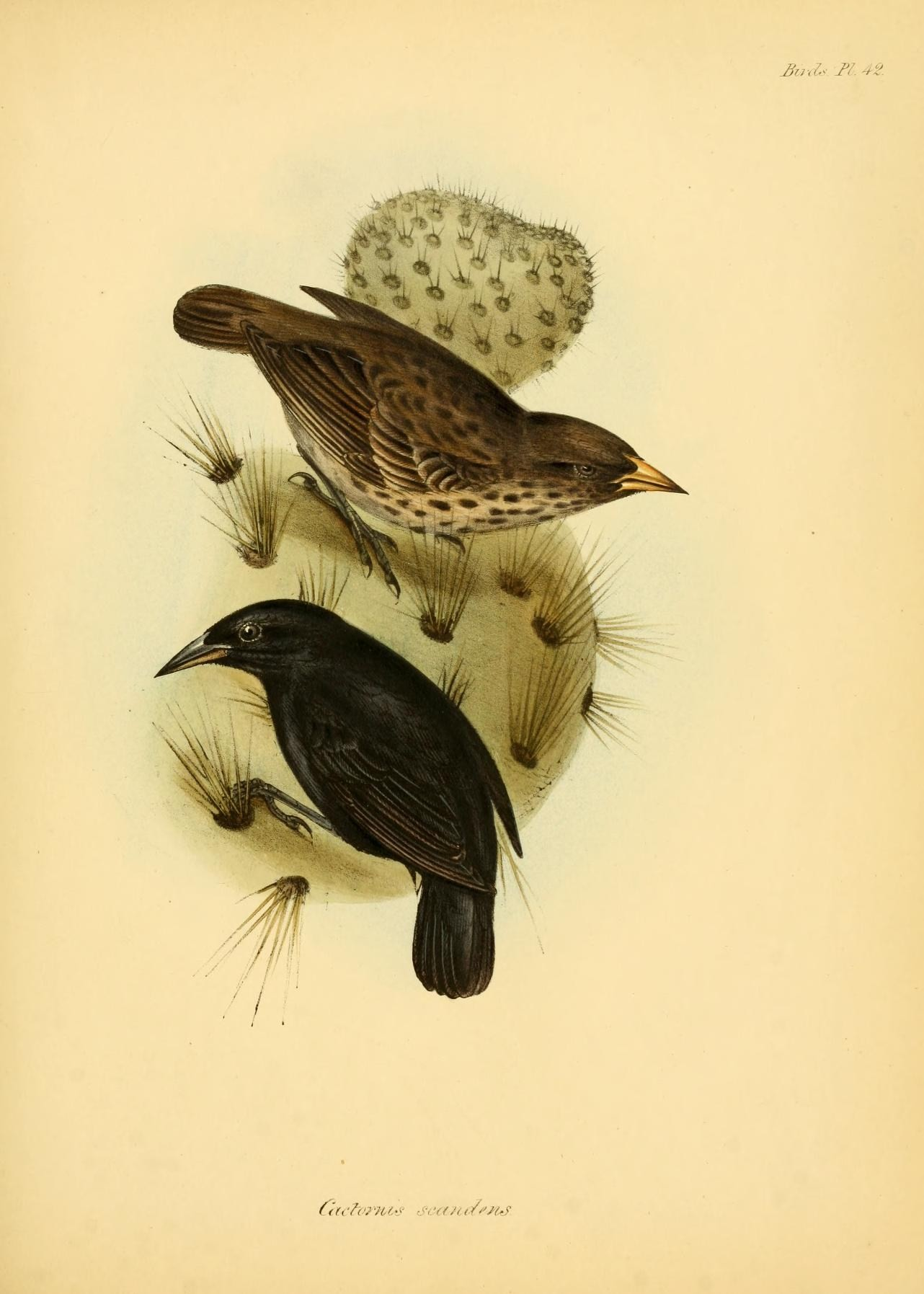
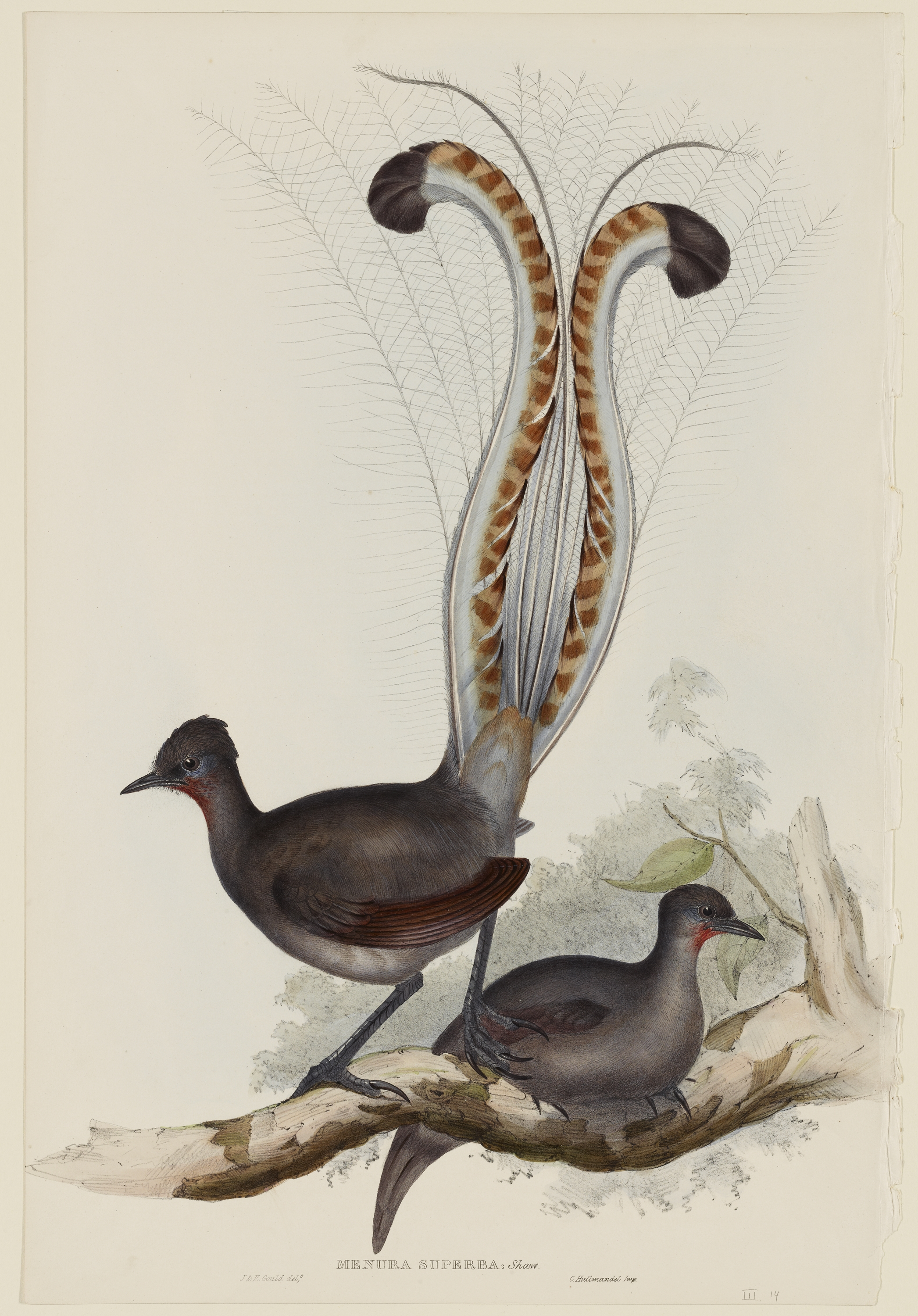
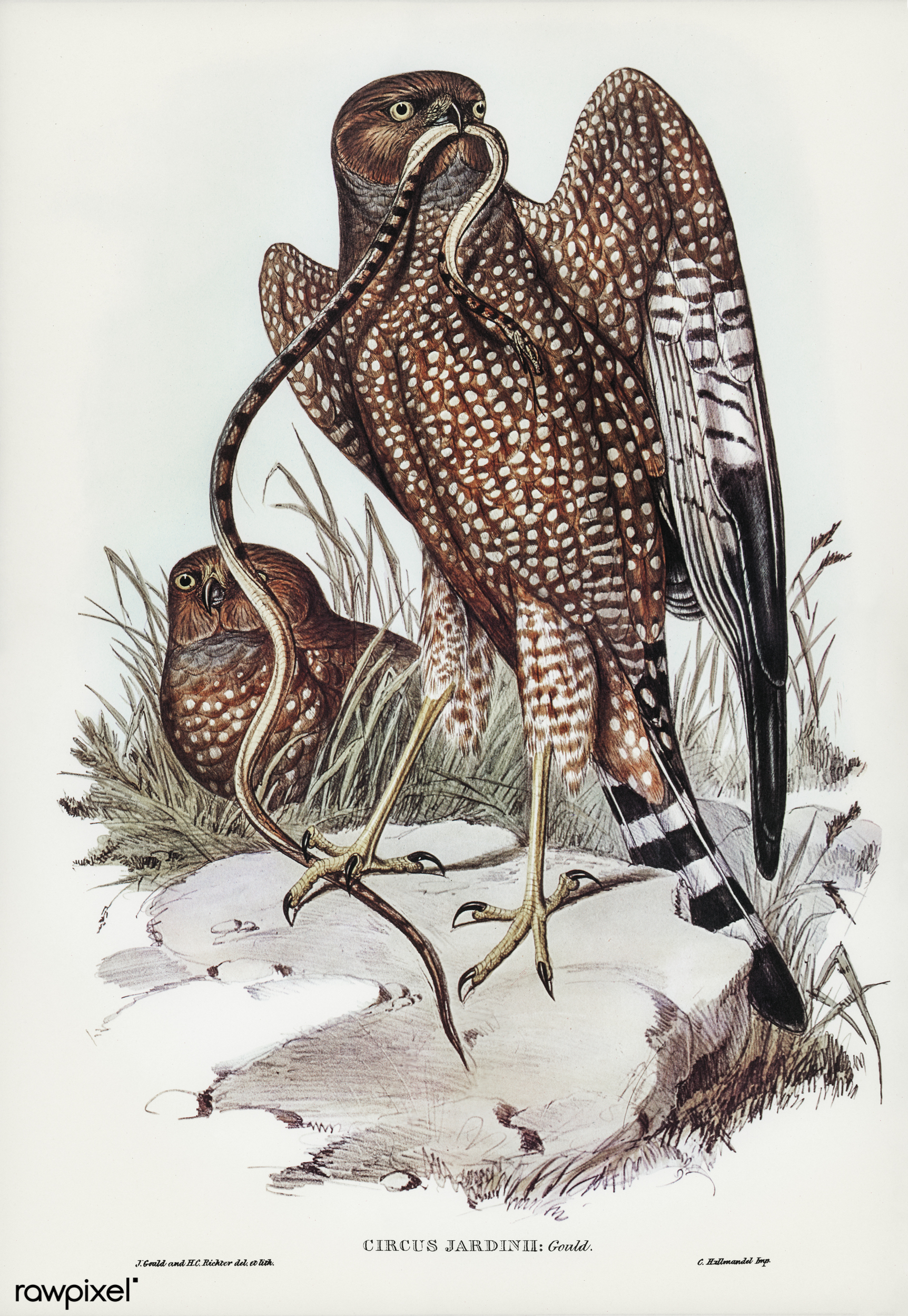
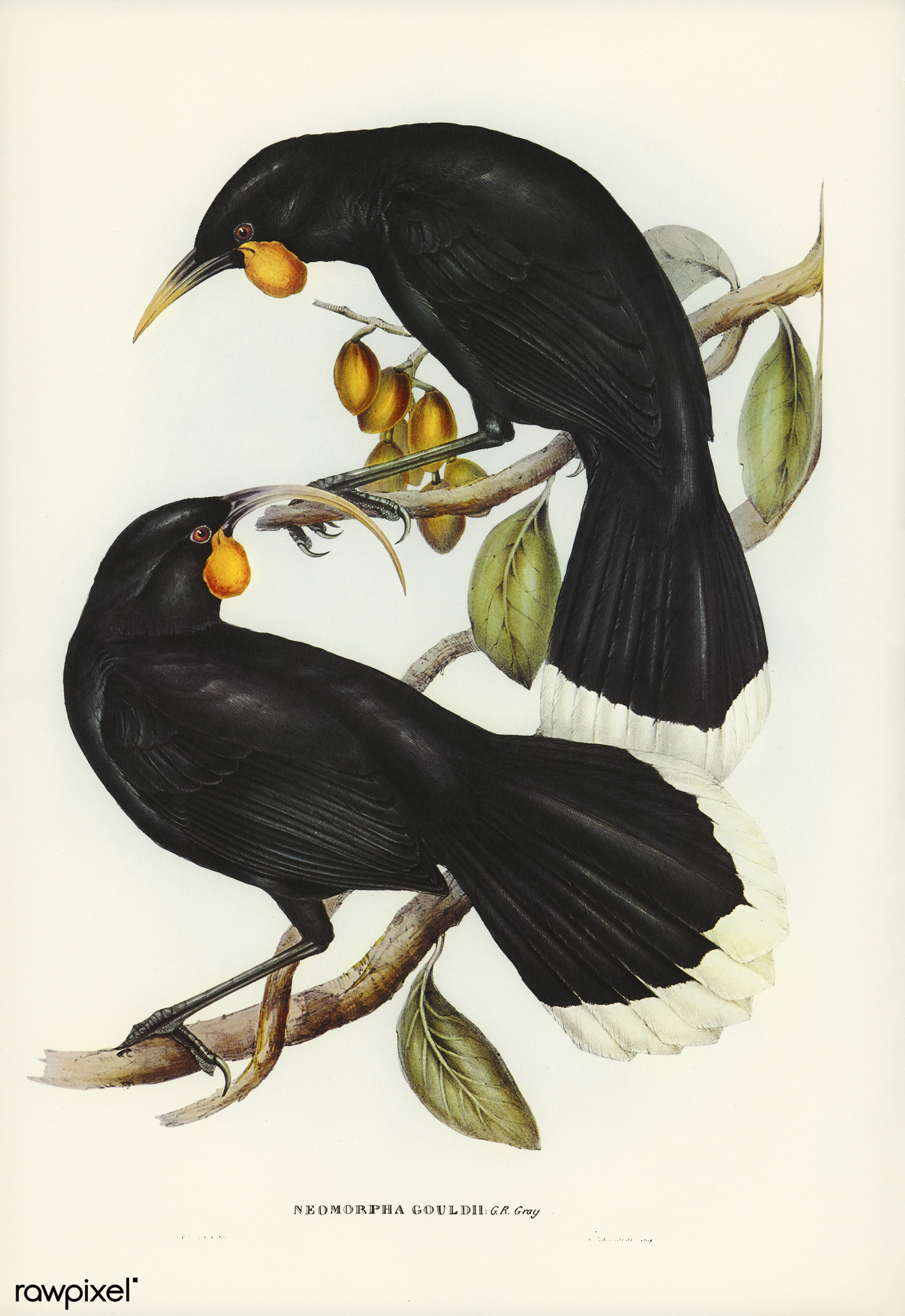
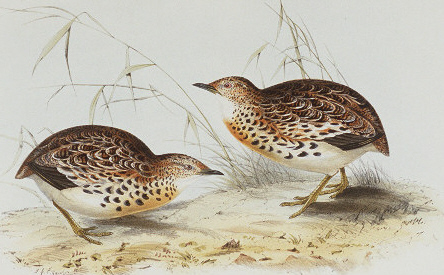
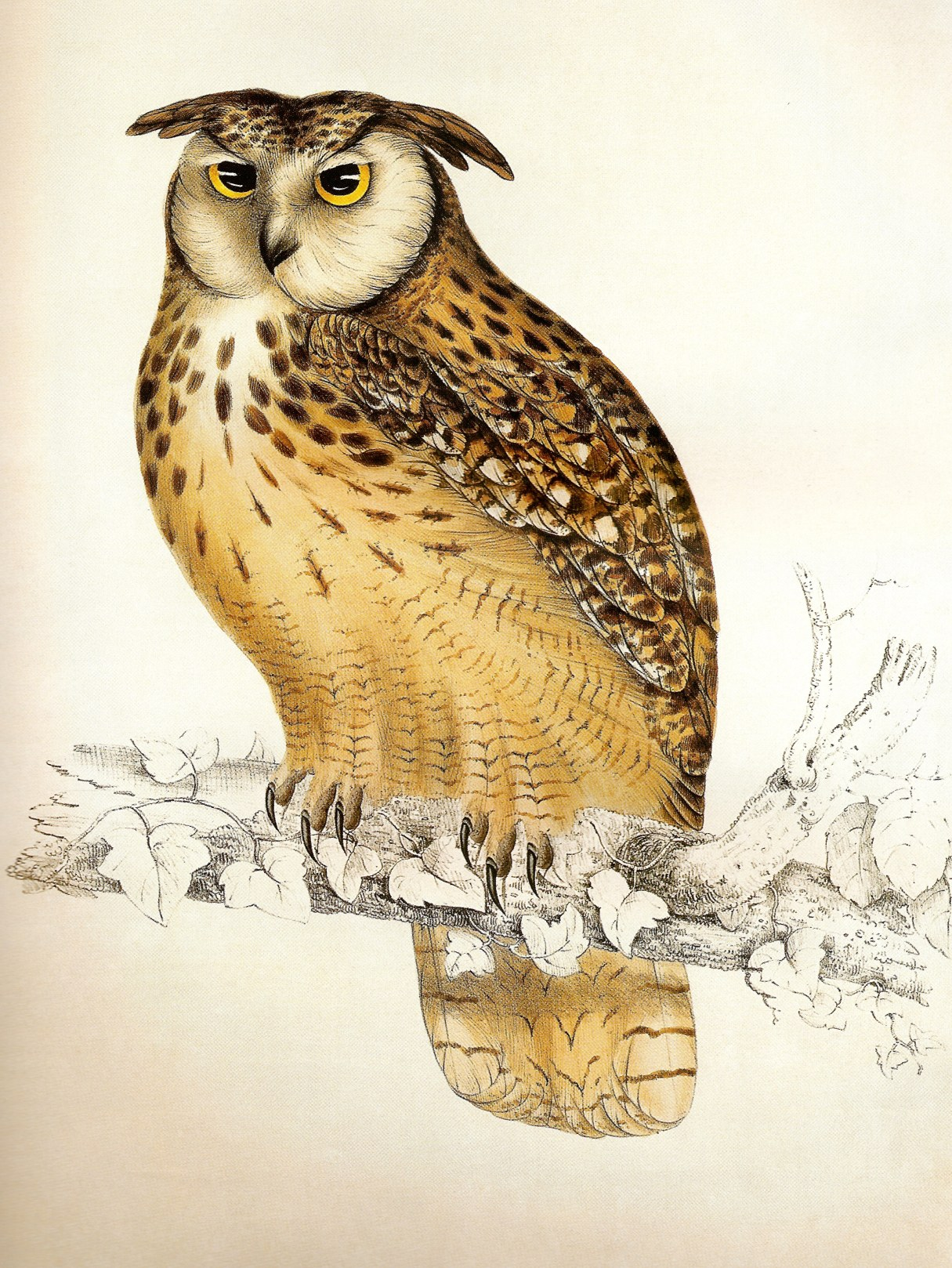
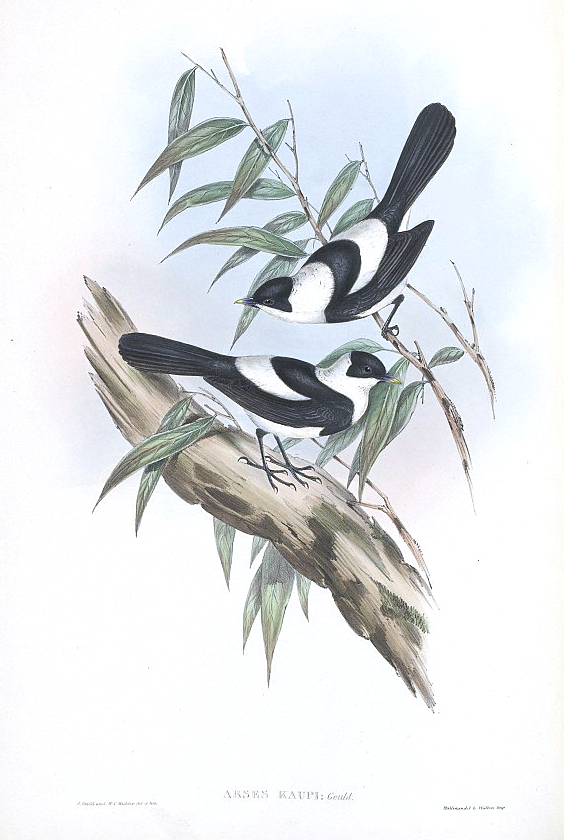
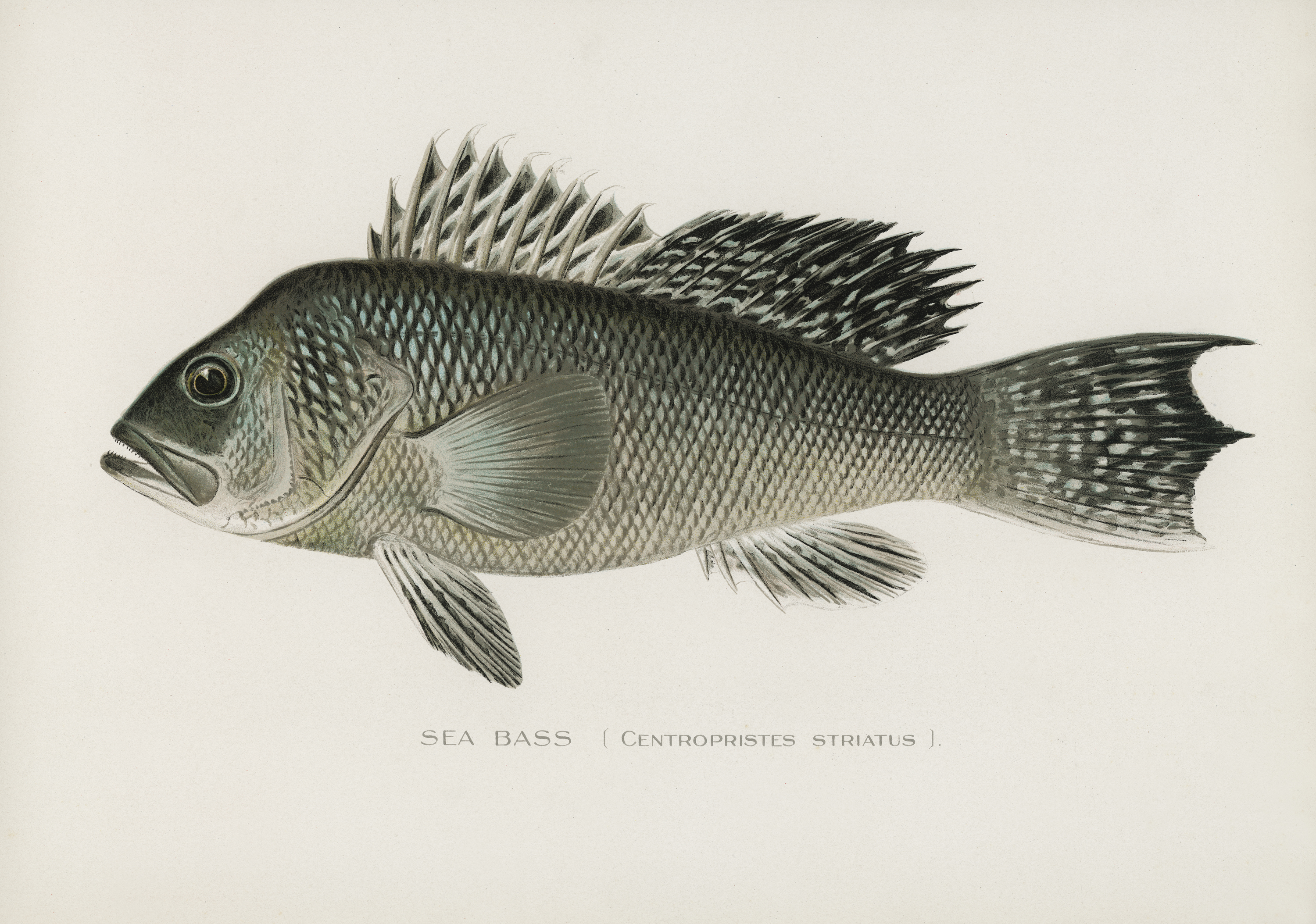
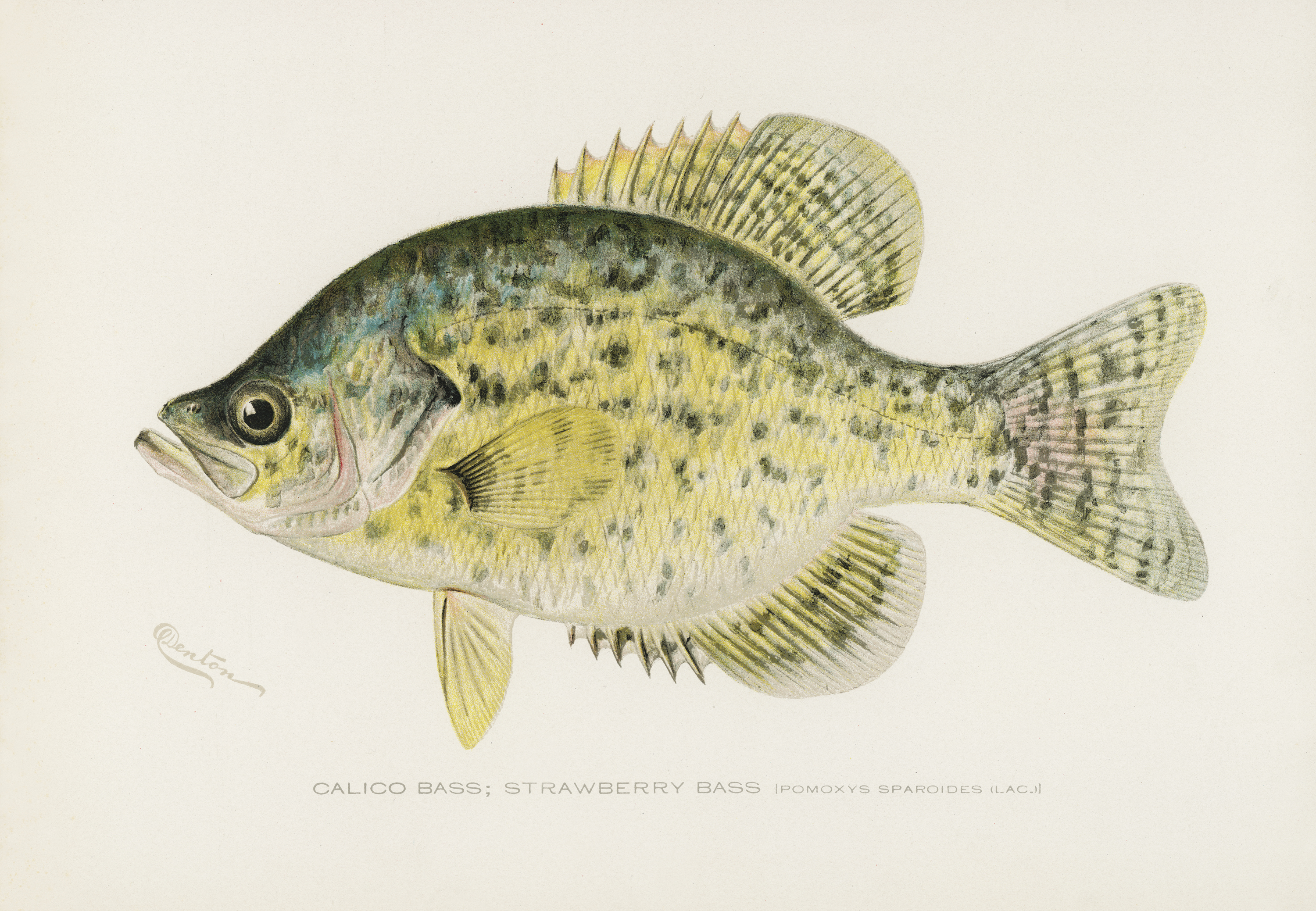
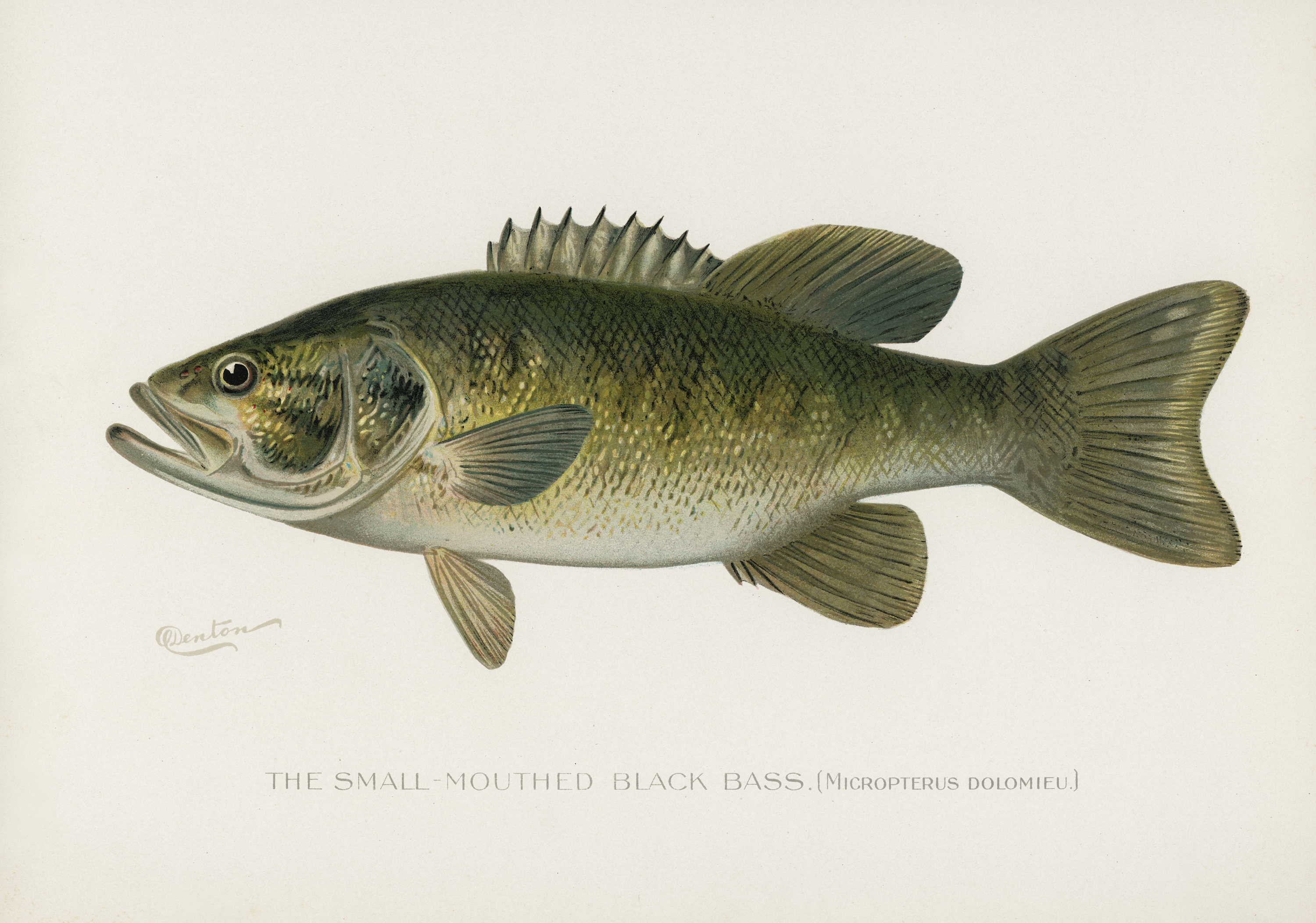
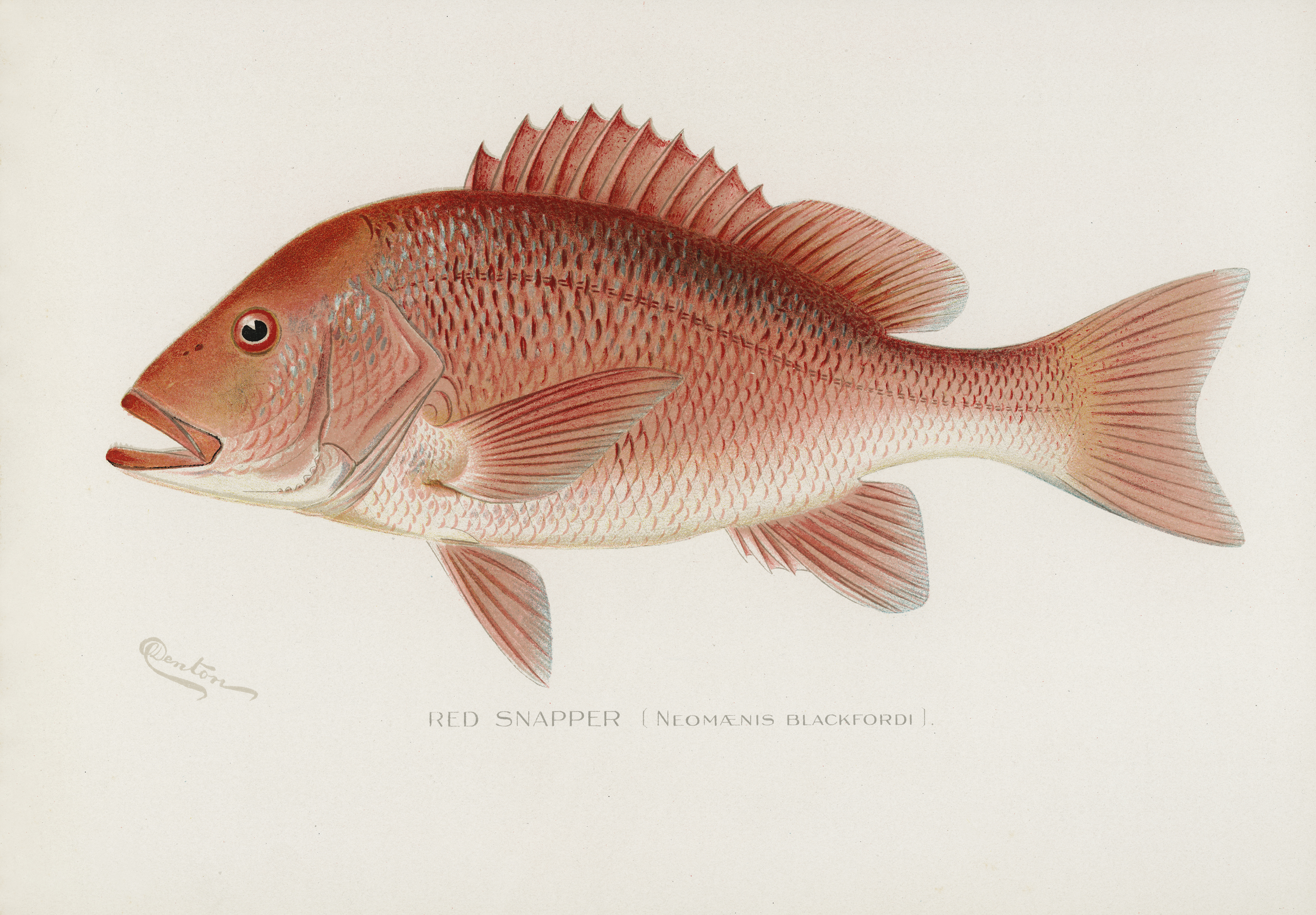